# Каменка (деревня, городской округ Ступино)
Каменка — деревня в Ступинском районе Московской области в составе Городского поселения Малино (до 2006 года — входило в Березнецовский сельский округ). На 2016 год в Каменке 1 улица — Аллейная, Аллейный переулок и 2 садовых товарищества.

## Население
| 2002 | 2006 | 2010 |
| ---- | ---- | ---- |
| 12   | ↘1   | ↗16  |

Каменка расположена на севере центральной части района, у истоков безымянного ручья бассейна реки Городенка, высота центра деревни над уровнем моря — 185 м. Ближайший населённый пункт — деревня Кошелевка, около 1,5 км на восток.